# Duwet (Ngawen)
Duwet is een bestuurslaag in het regentschap Klaten van de provincie Midden-Java, Indonesië. Duwet telt 1789 inwoners (volkstelling 2010).